# محمد تراوري ديارا
محمد تراوري ديارا (بالإسبانية: Moha Traoré) هو لاعب كرة قدم إسباني، ولد في 29 نوفمبر 1994 في برشلونة في إسبانيا. لعب مع نادي إلتشي ونادي قادش.

## وصلات خارجية
- محمد تراوري ديارا على موقع Soccerway.com (الإنجليزية)